# کارل بونده
کنت کارل گوستاف بونده آف بیونه (به سوئدی: Carl Gustaf Bonde af Björnö) افسر ارتش سوئد و میرآخور و سوارکار شرکت‌کننده در مسابقات ۱۹۱۲ تا ۱۹۲۸ المپیک بود.